# 1936 〜your songs〜
『1936～your songs～』は、山崎育三郎の1枚目のカバー・アルバム。2016年8月24日に発売。

## 概要
自身初のカバー・アルバム。第58回日本レコード大賞にて、企画賞に選ばれたほか2017年1月15日に東京都チームスマイル/豊洲PITにて一夜限りのコンサートを行った。

## 販売形態
- 初回限定盤
  - CD+DVD＋マンスリーフォトスタンド
- 通常盤
  - CD

## 収録曲

### CD
初回盤・通常盤共通
1. 青春の影
チューリップ の6枚目シングルのカバー。
2. 君は薔薇より美しい
布施明の42枚目シングルのカバー。
3. TOKIO
沢田研二の29枚目シングルのカバー。
4. Forget-me-not
尾崎豊の18枚目のシングルのカバー。
5. 愛燦燦
美空ひばりのシングルのカバー。
6. 愛は勝つ
KANの8枚目シングルのカバー。
7. 糸
中島みゆきの35枚目の両A面シングルのカバー。
8. 桜坂
福山雅治の15枚目シングルのカバー。
9. 奏
スキマスイッチの2枚目シングルのカバー。
10. 女々しくて
ゴールデンボンバーの7枚目シングルのカバー。
11. 僕こそ音楽
ミュージカル　モーツァルトのカバー。

### DVD
※初回盤のみ。
- 君は薔薇より美しい ミュージックビデオ&メイキング[5]